# کلوتار
کلوتار می‌تواند نام یکی از پادشاهان زیر باشد:
- کلوتار یکم، پادشاه فرانک‌ها
- کلوتار دوم، پادشاه فرانک‌ها
- کلوتار سوم، پادشاه فرانک‌ها
- کلوتار چهارم، پادشاه اوسترازیا